# Giselle Ansleyová
Giselle Anne Ansleyová (* 31. března 1992 Kingsbridge) je anglická pozemní hokejistka. Hraje v obraně, je vysoká 176 cm a váží 73 kg.
Hrála za kluby Plymouth Marjon, Loughborough Students a od roku 2013 za Surbiton Hockey Club, s nímž získala šest anglických titulů v řadě. Od roku 2021 je hráčkou nizozemského týmu HGC Wassenaar.
Na mezinárodní úrovni působí od roku 2013, odehrála 173 zápasů a vstřelila 24 branek. S reprezentací Velké Británie zvítězila na Letních olympijských hrách 2016 a získala bronzovou medaili na Letních olympijských hrách 2020. S anglickou reprezentací vyhrála mistrovství Evropy v pozemním hokeji žen v roce 2015 a na Hrách Commonwealthu byla druhá v roce 2014 a třetí v roce 2018. Zúčastnila se domácího mistrovství světa v pozemním hokeji žen v roce 2018, kde Angličanky skončily na šestém místě.
V roce 2017 jí byl udělen Řád britského impéria.